# Eretteo (mitologia)
Eretteo (in greco antico: Ἐρεχθεύς?, Erechthéus) è un personaggio della mitologia greca, fu il sesto mitologico re di Atene.

## Genealogia
Figlio di Pandione e marito di Prassitea. 

Tra le sue figlie si contano Creusa, Ctonia, Orizia, Procri e le due Giacintidi (Protogenia e Pandora).

Nella progenie maschile si contano Cecrope, Pandoro, Orneo e Metione e Tespio.

## Mitologia
Figlio di Pandione e di  Zeusippe, era il sesto re mitico di Atene. Secondo alcuni storici attici invece lo scambiamo per figlio di Erittonio. 
Durante la guerra contro gli Eleusini capeggiati da Eumolpo figlio di Poseidone apprese dall'oracolo di Delfi che per conseguire la vittoria avrebbe dovuto sacrificare una delle sue figlie. Decise allora di sacrificare Ctonia, ma nel momento del sacrificio anche le sue sorelle si uccisero, poiché, segretamente, avevano fatto voto di morire tutte insieme. Solo Orizia, rapita nel frattempo da Borea, rimase all'oscuro della morte di Ctonia, e dunque non si suicidò.
Un'altra versione parla di due sole sorelle (Protogenia e Pandora) che si erano offerte come vittime nel momento in cui l'esercito eleusino, capitanato da Eumolpo avanzava verso Atene, deciso a muovere guerra e si fecero immolare su una collina chiamata Giacinto e da cui presero il nome di Giacintidi.
Riportata la vittoria, Eretteo uccise Eumolpo in fuga, ma Poseidone adirato per la perdita del figlio, chiese aiuto al fratello Zeus che punì Eretteo scagliando contro di lui un fulmine che lo uccise. La traccia del fulmine è visibile ancora oggi nel portico nord dell'Eretteo, omonimo edificio sito sull'Acropoli di Atene.
Eretteo è spesso confuso con suo nonno Erittonio. Suoi meriti nel governo della città furono l'introduzione del culto di Atena e la vittoria sugli Eleusini.

## Iconografia
Il mitologico re fu raffigurato da Fidia in alcune metope del Partenone e nel tesoro di Delfi per la vittoria di Maratona. Appariva anche con Eumolpo in un gruppo in bronzo sull'Acropoli di Atene, probabilmente opera di Mirone. Nella ceramica è raffigurato in una kylix da Tarquinia (Musei di Berlino) e in scene del ratto di Ctonia su due vasi a figure rosse del V secolo a.C. (Musei di Monaco e Berlino).